# Johor (řeka)
Johor je 122,7 kilometrů dlouhá řeka na jihovýchodě Malajského poloostrova v malajsijském státě Johor. Ústí do Johorského průlivu na jeho východním konci blízko Singapurského průlivu, přičemž posledních 20 kilometrů teče mangrovy a u ústí je široká zhruba 3,5 kilometru.
V rámci Johoru se jedná o významnou řeku, její povodí pokrývá zhruba 14 % státu a je zdrojem vody nejen pro johorská sídla, ale i pro Singapur. 
Průzkumy v letech 1974 až 1989 ukázaly, že v ústí Johoru žije populace dugonga indického.